# Scorpiops tangae
Espèce
Scorpiops tangae est une espèce de scorpions de la famille des Scorpiopidae.

## Distribution
Cette espèce est endémique de la province de Vientiane au Laos. Elle se rencontre vers Vang Vieng.

## Description
Le mâle holotype mesure 32,84 mm.

## Systématique et taxinomie
Cette espèce a été décrite par Kovařík, Šťáhlavský et Stockmann en 2024.

## Étymologie
Cette espèce est nommée en l'honneur de Victoria Tang. 

## Publication originale
- Kovařík, Šťáhlavský & Stockmann, 2024 : « Scorpiops tangae sp. n. (Scorpiones: Scorpiopidae) from Laos. » Euscorpius, no 399, p. 1-15 (texte intégral).